# Château de la Palud-sur-Verdon
Le château de la Palud-sur-Verdon est situé sur le territoire de la commune française de La Palud-sur-Verdon, dans le département des Alpes-de-Haute-Provence et la région Provence-Alpes-Côte d'Azur.

## Historique
Le château de La Palud est un  monument historique inscrit sur l'inventaire supplémentaire depuis le 13 septembre 1988, situé dans le site naturel inscrit avec les maisons anciennes qui l’entourent. 
Le château abrite la maison des Gorges du Verdon et son écomusée qui présente la formation hydro-géologique des Grandes Gorges, la faune et la flore qu’elles abritent, et l'histoire de la Palud sur Verdon et de ses habitants de la préhistoire à nos jours.

## Architecture
La façade nord date du XVIIe siècle (fenêtre à meneaux) ; elle a été intégrée dans un agrandissement au XVIIIe siècle. Le château actuel a trois étages.